# Good Charlotte (альбом)
Good Charlotte – дебютний студійний альбом американського поп-панк гурту Good Charlotte. Виданий 26 вересня 2000 року на Daylight Records. Да альбому увійшло 4 сингли: Little Things, The Motivation Proclamation, The Click, Festival Song. Барабанщиком гурту на цій платівці був Аарон Есколопіо, який залишив гурт після її релізу та перейшов до гурту свого брата під назвою Wakefield.

## Список пісень оригінального видання 2000 року
Всі пісні написані Джоелом Медденом та Бенджі Медденом
1. "Little Things" – 3:23
2. "Waldorf Worldwide" – 3:21
3. "The Motivation Proclamation" – 3:36
4. "East Coast Anthem" – 2:27
5. "Festival Song" – 3:00
6. "Complicated" – 2:49
7. "Seasons" – 3:15
8. "I Don't Wanna Stop" – 2:41
9. "I Heard You" – 2:43
10. "Walk By" – 2:42
11. "Let Me Go" – 3:01
12. "Screamer" – 3:36
13. "Change" – 4:42

- "Thank You Mom" (схований трек) – 3:56

(пісню "Thank You Mom" можна прослухати через 1 хвилину та 2 секунди після закінчення пісні "Change")

### Японська версія
1. "Little Things" – 3:23
2. "Waldorfworldwide" – 3:21
3. "Motivation Proclamation" – 3:36
4. "East Coast Anthem" – 2:27
5. "Festival Song" – 3:00
6. "Complicated" – 2:49
7. "Seasons" – 3:15
8. "I Don't Wanna Stop" – 2:41
9. "I Heard You" – 2:43
10. "The Click" – 3:33
11. "Walk By" – 2:42
12. "Let Me Go" – 3:01
13. "Screamer" – 3:36
14. "Change" – 4:42

- "Thank You Mom" (Hidden track) – 3:56

(пісню "Thank You Mom" можна прослухати через 1 хвилину та 2 секунди після закінчення пісні "Change")
1. "If You Leave"* – 2:45
2. "The Motivation Proclamation" (Live acoustic version)*

Обкладинка перевидання

*бонус-трек

### Перевидання 2003 року разом зThe Young and the Hopeless
Всі пісні написані Джоелом Медденом та Бенджі Медденом
1. "Little Things" – 3:22
2. "Waldorfworldwide" – 3:16
3. "The Motivation Proclamation" – 3:40
4. "East Coast Anthem" – 2:27
5. "Festival Song" – 3:00
6. "Complicated" – 2:49
7. "Seasons" – 3:15
8. "I Don't Wanna Stop" – 2:40
9. "I Heard You" – 2:42
10. "The Click" – 3:33
11. "Walk By" – 2:42
12. "Let Me Go" – 3:01
13. "Screamer" – 3:36
14. "Change" – 4:42

- "Thank You Mom" (Hidden track) – 3:56

(пісню "Thank You Mom" можна прослухати через 1 хвилину та 2 секунди після закінчення пісні "Change")

(у австралійському виданні під назвою "The Australian "x2" альбому "The Young and the Hopeless" немає трека "The Click", хоча наявність нього вказана на коробці. Проте у буклеті до диску ця пісня відсутня) 

## Чарт
| Дата           | Чарт                                  | Місце |
| -------------- | ------------------------------------- | ----- |
| 19 жовтня 2002 | U.S. Billboard Top Pop Catalog Albums | 1     |
| вересень 2001  | U.S. Billboard Top Heatseekers        | 13    |
| жовтень 2001   | New Zealand Album Chart               | 12    |
| квітень 2003   | Japanese Album Chart                  | 23    |